# Silnice II/441
Silnice II/441 je silnice II. třídy, která vede z Velkého Újezdu do Mankovic. Je dlouhá 36,6 km. Prochází dvěma kraji a třemi okresy.

## Vedení silnice

### Olomoucký kraj, okres Olomouc
- Velký Újezd (křiž. D35, II/437, III/43618)
- Kozlov (křiž. III/4371)

### Olomoucký kraj, okres Přerov
- Boškov (křiž. III/4411)
- Potštát (křiž. II/440, III/4412, III/4413, III/4414, III/4415, peáž s II/440)
- Lipná (křiž. III/4416, III/44014, III/4417)

### Moravskoslezský kraj, okres Nový Jičín
- Spálov (křiž. III/44014)
- Jakubčovice nad Odrou (křiž. II/442, III/44214)
- Loučky
- Odry (křiž. I/47, III/4419, III/4623, III/04735, peáž s I/47)
- Mankovice (křiž. D1, III/04734)